# Роланд (Манітоба)
Роланд (англ. Roland) — сільський муніципалітет в Канаді, у провінції Манітоба.

## Населення
За даними перепису 2016 року, сільський муніципалітет нараховував 1129 осіб, показавши зростання на 6,7%, порівняно з 2011-м роком. Середня густина населення становила 2,3 осіб/км².
З офіційних мов обидвома одночасно володіли 30 жителів, тільки англійською — 1 075, а 15 — жодною з них. Усього 320 осіб вважали рідною мовою не одну з офіційних.
Працездатне населення становило 69,6% усього населення, рівень безробіття — 1,7% (3,1% серед чоловіків та 3,9% серед жінок). 75,2% осіб були найманими працівниками, а 23,9% — самозайнятими.
Середній дохід на особу становив $39 504 (медіана $33 216), при цьому для чоловіків — $44 848, а для жінок $34 078 (медіани — $40 576 та $22 976 відповідно).
23,8% мешканців мали закінчену шкільну освіту, не мали закінченої шкільної освіти — 48,2%, 28,6% мали післяшкільну освіту, з яких 22,9% мали диплом бакалавра, або вищий.
| Статево-вікова структура населення | Статево-вікова структура населення | Статево-вікова структура населення | Статево-вікова структура населення | Статево-вікова структура населення |
| ---------------------------------- | ---------------------------------- | ---------------------------------- | ---------------------------------- | ---------------------------------- |
|                                    |                                    |                                    |                                    |                                    |
| Всього                             | Всього                             | 50,4%49,6%                         |                                    |                                    |
| 0 — 14 років                       | 0 — 14 років                       |                                    | 25,8%                              | 25,8%                              |
| 15 — 64 років                      | 15 — 64 років                      |                                    | 61,8%                              | 61,8%                              |
| 65 і більше                        | 65 і більше                        |                                    | 12,4%                              | 12,4%                              |
| 85 і більше                        | 85 і більше                        |                                    | 1,3%                               | 1,3%                               |
| Середній вік (років)               | Середній вік (років)               | 35,134,4                           | 34,8                               | 34,8                               |
| Медіана (років)                    | Медіана (років)                    | 31,631,5                           | 31,5                               | 31,5                               |
| — чоловіки — жінки                 |                                    |                                    |                                    |                                    |

| Походження мешканців:     | Походження мешканців:     | Походження мешканців: | Походження мешканців: | Походження мешканців: |
| ------------------------- | ------------------------- | --------------------- | --------------------- | --------------------- |
| Походження                |                           |                       | осіб                  | %                     |
| Корінні американці        | Корінні американці        |                       | 40                    | 3.54%                 |
| Інше північноамериканське | Інше північноамериканське |                       | 350                   | 30.97%                |
| Європейське               | Європейське               |                       | 880                   | 77.88%                |
| британське                | британське                |                       | 260                   | 23.01%                |
| французьке                | французьке                |                       | 105                   | 9.29%                 |
| українське                | українське                |                       | 85                    | 7.52%                 |
| Латинськоамериканське     | Латинськоамериканське     |                       | 160                   | 14.16%                |

| Зайнятість населення за галузями (за класифікацією NOC): | Зайнятість населення за галузями (за класифікацією NOC): | Зайнятість населення за галузями (за класифікацією NOC): | Зайнятість населення за галузями (за класифікацією NOC): | Зайнятість населення за галузями (за класифікацією NOC): |
| -------------------------------------------------------- | -------------------------------------------------------- | -------------------------------------------------------- | -------------------------------------------------------- | -------------------------------------------------------- |
|                                                          |                                                          |                                                          |                                                          |                                                          |
| Управління                                               | Управління                                               |                                                          | 19%                                                      | 19%                                                      |
| Бізнес, фінанси та адміністрування                       | Бізнес, фінанси та адміністрування                       |                                                          | 6,9%                                                     | 6,9%                                                     |
| Природничі та прикладні науки                            | Природничі та прикладні науки                            |                                                          | 4,3%                                                     | 4,3%                                                     |
| Охорона здоров'я                                         | Охорона здоров'я                                         |                                                          | 7,8%                                                     | 7,8%                                                     |
| Освіта, правозахист, муніципальні та урядові служби      | Освіта, правозахист, муніципальні та урядові служби      |                                                          | 4,3%                                                     | 4,3%                                                     |
| Роздрібна торгівля та послуги                            | Роздрібна торгівля та послуги                            |                                                          | 17,2%                                                    | 17,2%                                                    |
| Гуртова торгівля, транспорт та обладнання                | Гуртова торгівля, транспорт та обладнання                |                                                          | 21,6%                                                    | 21,6%                                                    |
| Природні ресурси, сільське господарство                  | Природні ресурси, сільське господарство                  |                                                          | 7,8%                                                     | 7,8%                                                     |
| Виробництво                                              | Виробництво                                              |                                                          | 10,3%                                                    | 10,3%                                                    |

## Клімат
Середня річна температура становить 3,1°C, середня максимальна – 24,1°C, а середня мінімальна – -23,6°C. Середня річна кількість опадів – 556 мм.
| Клімат поселення                              | Клімат поселення | Клімат поселення | Клімат поселення | Клімат поселення | Клімат поселення | Клімат поселення | Клімат поселення | Клімат поселення | Клімат поселення | Клімат поселення | Клімат поселення | Клімат поселення | Клімат поселення |
| Показник                                      | Січ.             | Лют.             | Бер.             | Квіт.            | Трав.            | Черв.            | Лип.             | Серп.            | Вер.             | Жовт.            | Лист.            | Груд.            |                  |
| Середній максимум, °C                         | −10,52           | −6,8             | 0,45             | 10,55            | 18,87            | 23,90            | 24,05            | 23,55            | 18,00            | 10,80            | 0,40             | −8,69            |                  |
| Середня температура, °C                       | −17,04           | −13,34           | −6,07            | 4,00             | 12,32            | 17,40            | 19,32            | 18,80            | 13,30            | 6,10             | −4,38            | −13,4            |                  |
| Середній мінімум, °C                          | −23,59           | −19,87           | −12,61           | −2,51            | 5,81             | 10,87            | 14,60            | 14,10            | 8,59             | 1,40             | −9,1             | −18,11           |                  |
| Норма опадів, мм                              | 25               | 22               | 28               | 31               | 67               | 94               | 76               | 69               | 43               | 42               | 31               | 28               |                  |
| Середньомісячна швидкість вітру, м/с          | 4.40             | 4.40             | 4.50             | 4.70             | 4.70             | 4.10             | 3.60             | 3.70             | 4.20             | 4.57             | 4.50             | 4.50             |                  |
| Середньомісячна сонячна радіація, кДж/м²·день | 4358             | 7689             | 12572            | 17110            | 19847            | 21097            | 21882            | 18542            | 12943            | 7759             | 4406             | 3317             |                  |
| --------------------------------------------- | ---------------- | ---------------- | ---------------- | ---------------- | ---------------- | ---------------- | ---------------- | ---------------- | ---------------- | ---------------- | ---------------- | ---------------- | ---------------- |
| Джерело:                                      |                  |                  |                  |                  |                  |                  |                  |                  |                  |                  |                  |                  |                  |